# Diracova medalja
Diracova medalja je znanstvena nagrada za teoretično fiziko ali matematiko Mednarodnega središča za teoretično fiziko Abdusa Salama (ICTP) v Trstu, Italija, podeljena v čast Paula Diraca. Nekaj nagrajencev je tudi kozmologov in biofizikov. Medalje praviloma ne podeljujejo Nobelovim nagrajencem za fiziko, prejemnikom Fieldsove medalje ali Wolfove nagrade. Veltman in Gross sta Nobelovo nagrado prejela kasneje, Weltman leta 1999 in Gross leta 2004. Witten je prejel Fieldsovo medaljo leta 1990. Prva ženska, ki je prejela Diracovo medaljo, je Quinnova leta 2000 za delo na področju simetrije naboja in parnosti.

## Prejemniki
- 2015 Aleksej Jurjevič Kitajev, Greg Winthrop Moore, Nicholas Read[1]
- 2014 Ašoke Sen, Andrew Strominger, Gabriele Veneziano[1]
- 2013 Tom W. B. Kibble, Jim Peebles, Martin John Rees[2]
- 2012 Duncan Haldane, Charles Kane, Shoucheng Zhang
- 2011 Edouard Brezin, John Cardy, Aleksander Borisovič Zamolodčikov
- 2010 Nicola Cabibbo, George Sudarshan
- 2009 Roberto Car, Michele Parrinello
- 2008 Joe Polchinski, Juan Martín Maldacena, Cumrun Vafa
- 2007 John Iliopoulos, Luciano Maiani
- 2006 Peter Zoller
- 2005 Patrick A. Lee

temeljni doprinosi fiziki polimerov, teoriji vlečenega stekla in fiziki zrnate snovi.
Samuel Frederick Edwards
pionirski doprinosi razumevanju neurejenih in močno povezanih sistemov več teles.
- 2004 James Daniel Bjorken, Curtis Gove Callan mlajši

raziskave, ki so vodile k pojasnitvam narave močnih interakcij.
- 2003 Robert Harry Kraichnan, Vladimir Jevgenjevič Zaharov

posebni prispevki k teoriji turbolentnega toku, še posebej točni rezultati in napoved inverznih kaskad.
- 2002 Alan Harvey Guth, Andrej Dimitrijevič Linde, Paul Joseph Steinhardt

razvoj pojma inflacije v kozmologiji.
- 2001 John Joseph Hopfield

računalniški postopki na podlagi fizikalnih metod v širokem področju nevroloških in bioloških sestavov.
- 2000 Howard Mason Georgi, Jogesh Pati, Helen Quinn

pionirski doprinos poenoteni teoriji kvarkov in leptonov, močne in šibke jedrske sile in elektromagnetne sile.
- 1999 Giorgio Parisi
- 1998 Stephen Louis Adler, Roman Jackiw
- 1997 Peter Goddard, David Olive
- 1996 Tullio Regge, Martinus Justinus Godefriedus Veltman
- 1995 Michael Berry
- 1994 Frank Anthony Wilczek
- 1993 Sergio Ferrara, Daniel Zissel Freedman, Peter van Nieuwenhuizen
- 1992 Nikolaj Nikolajevič Bogoljubov, Jakov Grigorjevič Sinaj
- 1991 Stanley Mandelstam, Jeffrey Goldstone
- 1990 Sidney Richard Coleman, Ljudvig Dimitrijevič Faddejev
- 1989 John Henry Schwarz, Michael Boris Green
- 1988 Jefim Samojlovič Fradkin, David Jonathan Gross
- 1987 Bruno Zumino, Bryce Seligman DeWitt
- 1986 Joičiro Nambu, Aleksander Markovič Poljakov
- 1985 Jakov Borisovič Zeldovič, Edward Witten